# Бивер (остров, Мичиган)
Бивер (англ. Beaver Island) — остров на озере Мичиган. В административном отношении относится к округу Шарлевой, штат Мичиган, США.
Бивер составляет примерно 21 км в длину и от 5 до 10 км в ширину. Он расположен примерно в 51 км от города Шарлевой, который находится на материке. Остров характеризуется как преимущественно плоский и песчаный. Его площадь — 144,45 км². Постоянное население по данным переписи 2010 года составляет 657 человек. Наиболее густонаселённая часть Бивера — тауншип Сент-Джеймс, который занимает всего 6 % территории острова, при этом его население составляет 365 человек (55,6 % островитян). Оставшиеся 94 % территории занимает тауншип Пийни, население которого составляет всего 292 человека (44,4 %). На острове расположены несколько озёр, а также два ручья, имеющих собственные названия — Джордан-Ривер и Айрон-Ор-Крик.
Сообщение с островом осуществляется малой авиацией, имеется также паромная переправа. Экономика Бивера традиционно была связана с рыболовством, лесозаготовками и сельским хозяйством. Сегодня экономика острова основана на туризме и котеджном строительстве. На острове расположена биологическая станция, принадлежащая Центральному Мичиганскому университету .